# Михайло Потык
Михайло Потык (Михайло Иванович Потык или Поток) — богатырь киевского цикла; известен только в северно-русских былинах как красавец и змееборец.

## Былинный образ
На охоте Михайло Иванович встречает лебедя, который превращается в девушку — Авдотью Лебедь Белую, Лиховидовну (или дочь Вахрамея). Он женится на ней и оба дают зарок: если кто раньше умрёт, то оставшемуся в живых быть похороненным вместе с умершим, в одной могиле.
Умирает Авдотья. Потока вместе с её трупом спускают в могилу, на коне, в полном вооружении и с запасом пищи. В могилу является змей. Поток убивает его и кровью убитого оживляет жену. После смерти Потока его жену опускают с ним в могилу.
По другим былинам, жена опоила Потока и обратила в камень, а сама сбежала с царём Кощеем. Товарищи (Илья, Алёша и другие) спасают Потока и мстят за него, убив Кощея и четвертовав конями неверную Лебедь Белую.
На сказочный характер былин о Потоке указано было не раз Ф. И. Буслаевым, О. Миллером, А. Н. Веселовским, Всеволодом Миллером и М. Г. Халанским с приведением многих параллелей из сказок почти всех европейских народов.
Оборотничество Лебеди Белой — черта, коренящаяся в области языческих воззрений и, наряду с опусканием Потока живьём в могилу, отклик давно прошедшего времени. Воскрешение, а равно и исцеление с помощью змеиной и вообще чьей-либо крови — мотив очень развитый в средневековой легендарной литературе.
Имя Потока одни (например, Веселовский) пытались объяснить влиянием или заимствованием из болгарской житийной литературы (Михаил из Потуки — святой воин из XI века, в фольклоре боровшийся с драконом), другие (профессор П. В. Владимиров) сопоставляют его с древнерусским именем «Пътка» — птица. В общем, вся былина о Потоке имеет гораздо большее сходство с западноевропейскими (смотрите Вальтер), чем с азиатскими сказками, хотя в ней не лишены интереса некоторые совпадения русских былин о Потоке с эпизодами поэмы о Гессер Хане, монгольском богатыре.
Но есть мнение, где Поток является Потоком, Потыком — то есть от слова птица, из-за того что в сказке о Медведко его выносит птица в свой край, тогда Михайло полностью соответствует богатырю сказки и они с Медведком одно лицо.
В балладе Алексея Константиновича Толстого «Поток-богатырь» выведен неожиданный образ Потока как путешественника во времени: богатырь засыпает и оказывается в XVI веке, во временах Ивана Грозного, затем засыпает снова и оказывается в современном автору XIX веке, а в конце стихотворения засыпает в третий раз.

## Важнейшие публикации текстов былины
- Древние российские стихотворения, собранные Киршею Даниловым. М.: Наука, 1977. — С. 116—120.
- Песни, собранные Киреевским (6, IV).
- Песни, собранные П. Н. Рыбниковым. Издание 2-е. Т. 1. М., 1909. — № 11 и 12 (Т. Г. Рябинин), № 28 (Чуков), № 43 (Кузьма Романов), № 52 (Леонтий Богданов).
- Песни, собранные П. Н. Рыбниковым. Издание 2-е. Т. 2. М., 1910. — № 113 (Калинин), № 166 («колодозерский старик»), № 196 («калика из Красной Ляги»), № 218 (неизвестный сказитель).
- Онежские былины, собранные Гильфердингом: №№ 6, 39, 40, 52, 82, 150, 158 (нумерация сквозная во всех томах любого издания).